# Mölnaån

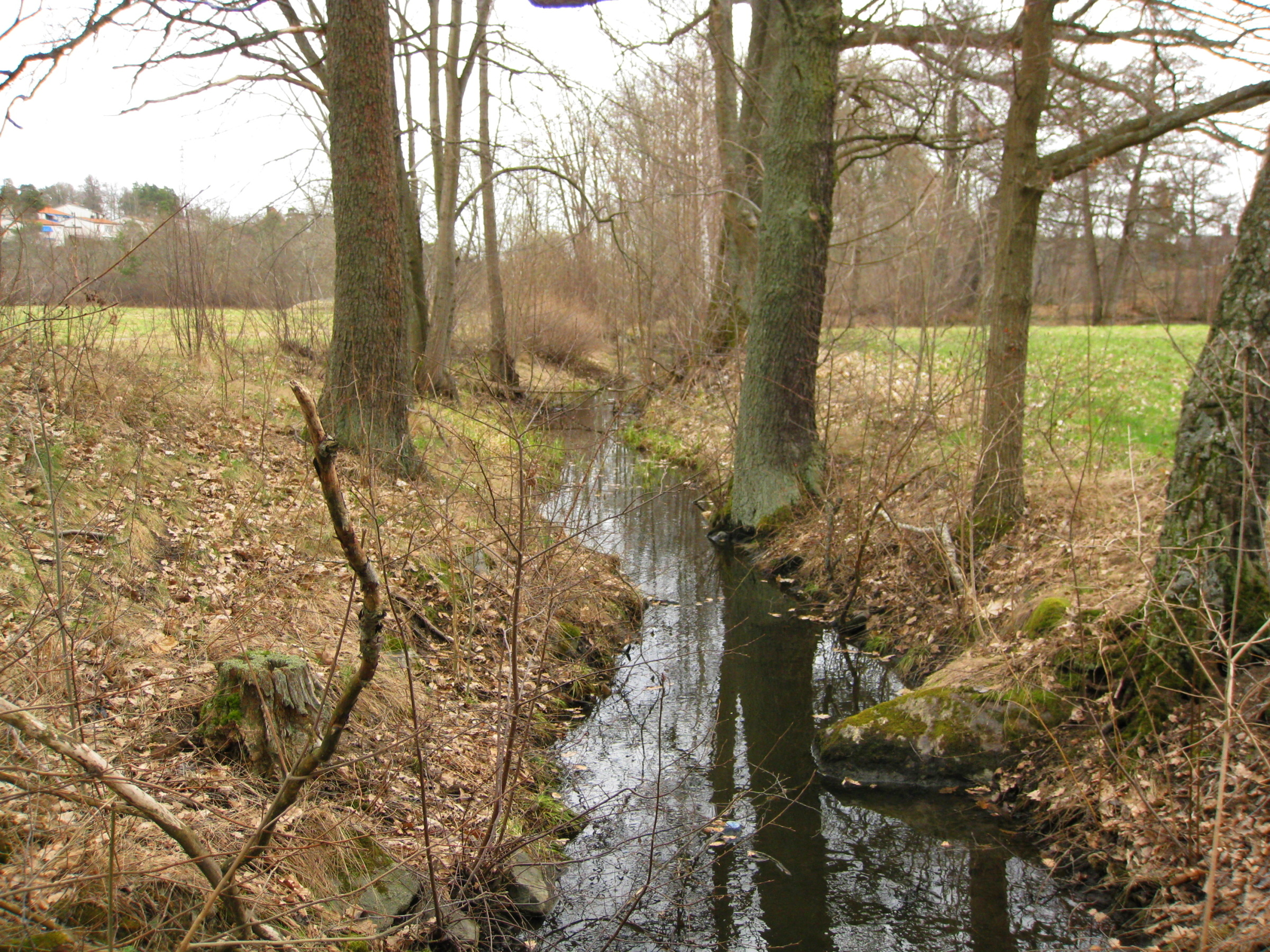
Mölnaån strax söder om Södra kungsvägen i april 2010.

Mölnaån är ett vattendrag i stadsdelen Mölna i Lidingö kommun. Åns vattenkraft nyttjades förr för att driva vattenkvarnar tillhörande Mölna gård.

## Beskrivning
Mölnaån börjar vid Kottlasjön och är dess utflöde till Lilla Värtan. Ån var förr en strid ström vars vattenkraft började användas på 1500-talet för att driva både mjölkvarn och en kopparhammare. Troligtvis har det bedrivits kvarnverksamhet där redan tidigare. Anläggningen innehades av ägaren till Djursholmsgodset och Lidingön, släkten Banér. På Lars Kietzlinghs karta från 1720 framgår både ån och kvarnen ("Quarn" med symboliserat vattenhjul).
Vid Mölna gård fanns genom tiden flera olika vattenkvarnar, den sista stängdes och revs 1943. Den hade två vattenhjul på vardera 7,2 meter i diameter och 60 centimeter breda. Vattnet samlades först upp i den kvarndamm som fortfarande syns ovanför den granitklädda kvarnhjulsrännan. Efter kvarnanläggningen återstår idag enbart husgrunder, kvarndammen och stenkantade vattenrännor som är ett fornminne med RAÄ-nummer: Lidingö 50:1. Mölnaån med sina kvarnhistoriska lämningar utpekas av Lidingö kommun som kulturhistoriskt värdefull miljö.

## Bilder

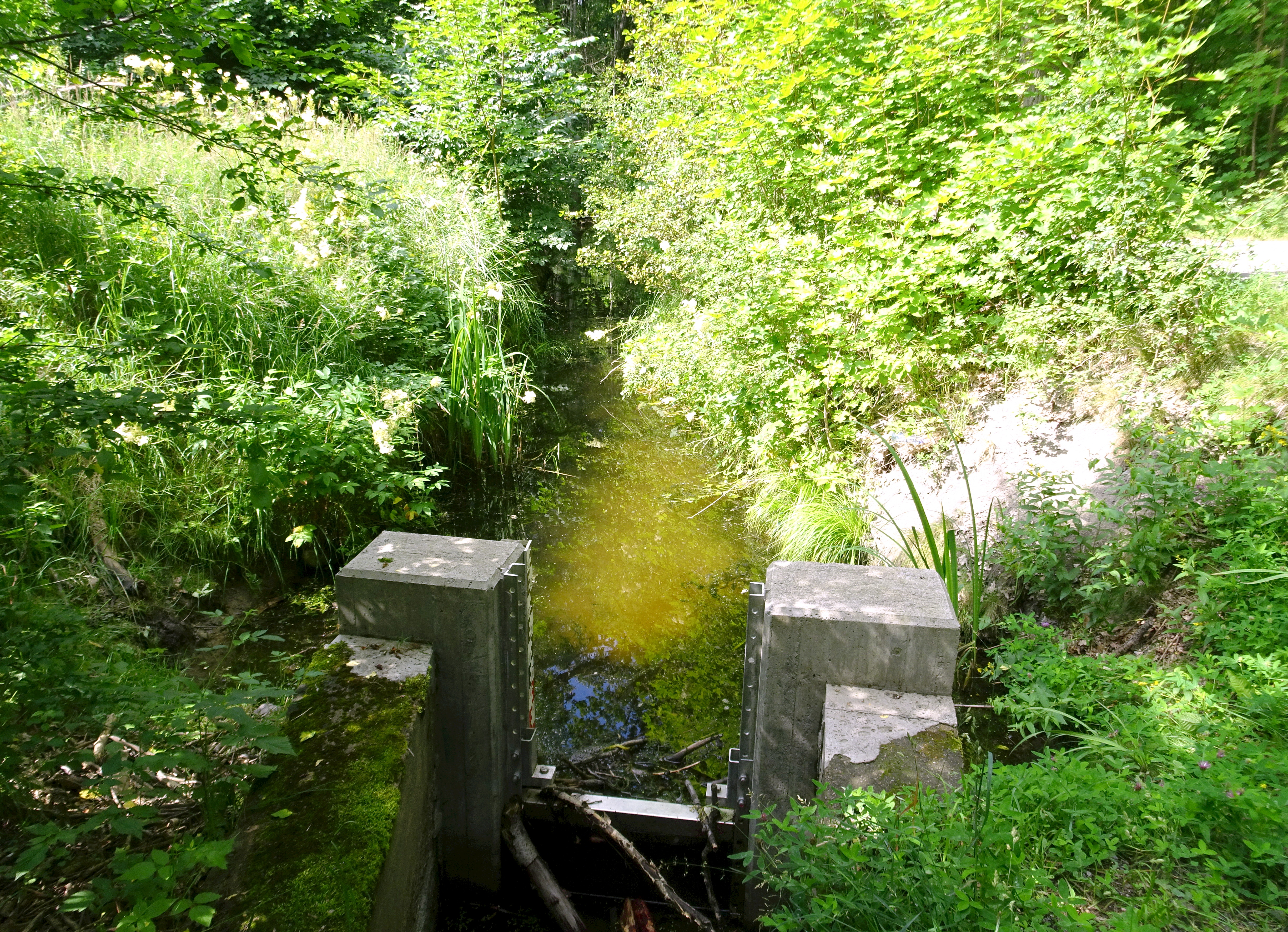
Mölnaåns utflöde vid Kottlasjön.
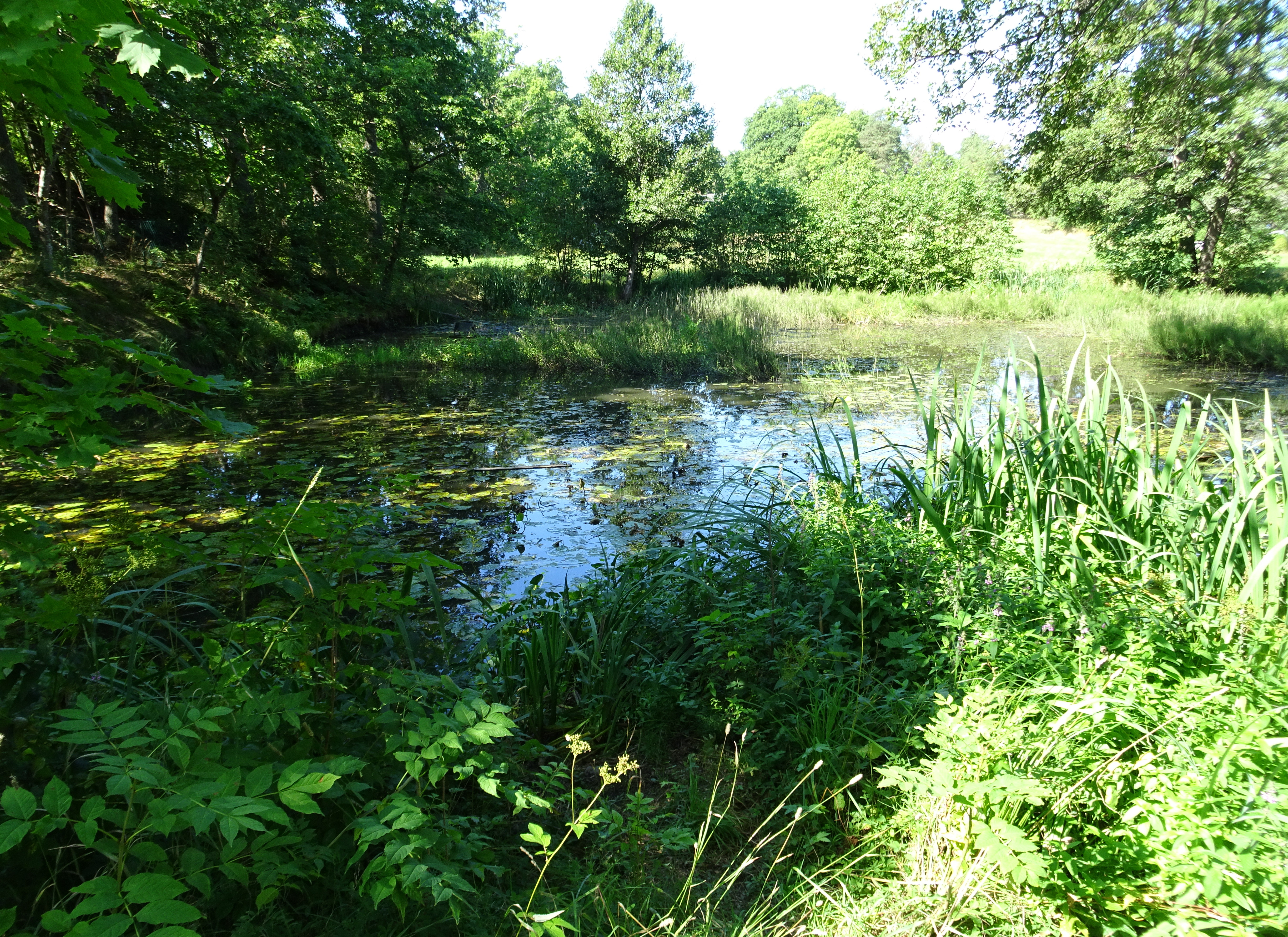
Mölna kvarndamm.
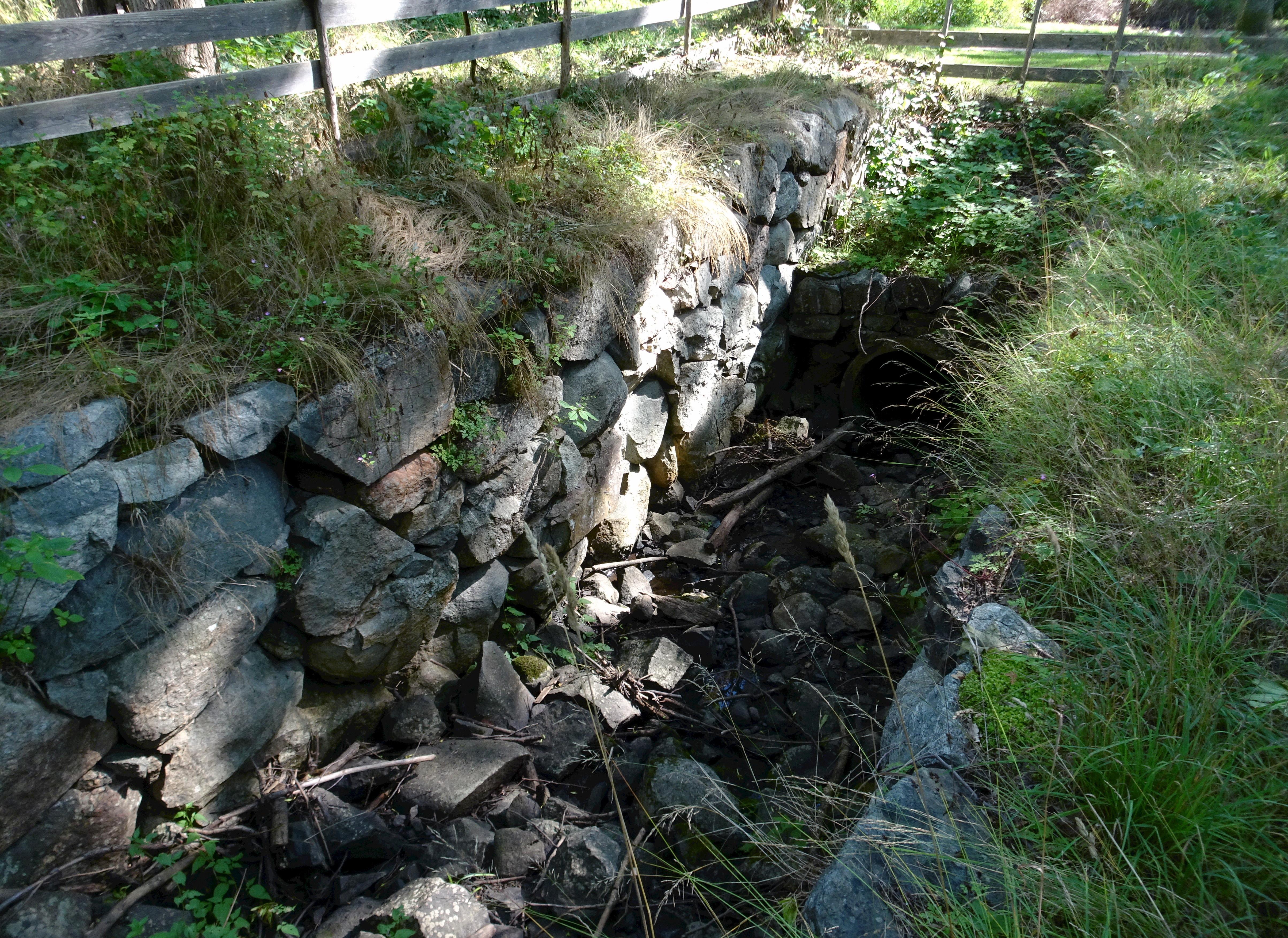
Stensatta gropen efter vattenhjulet.
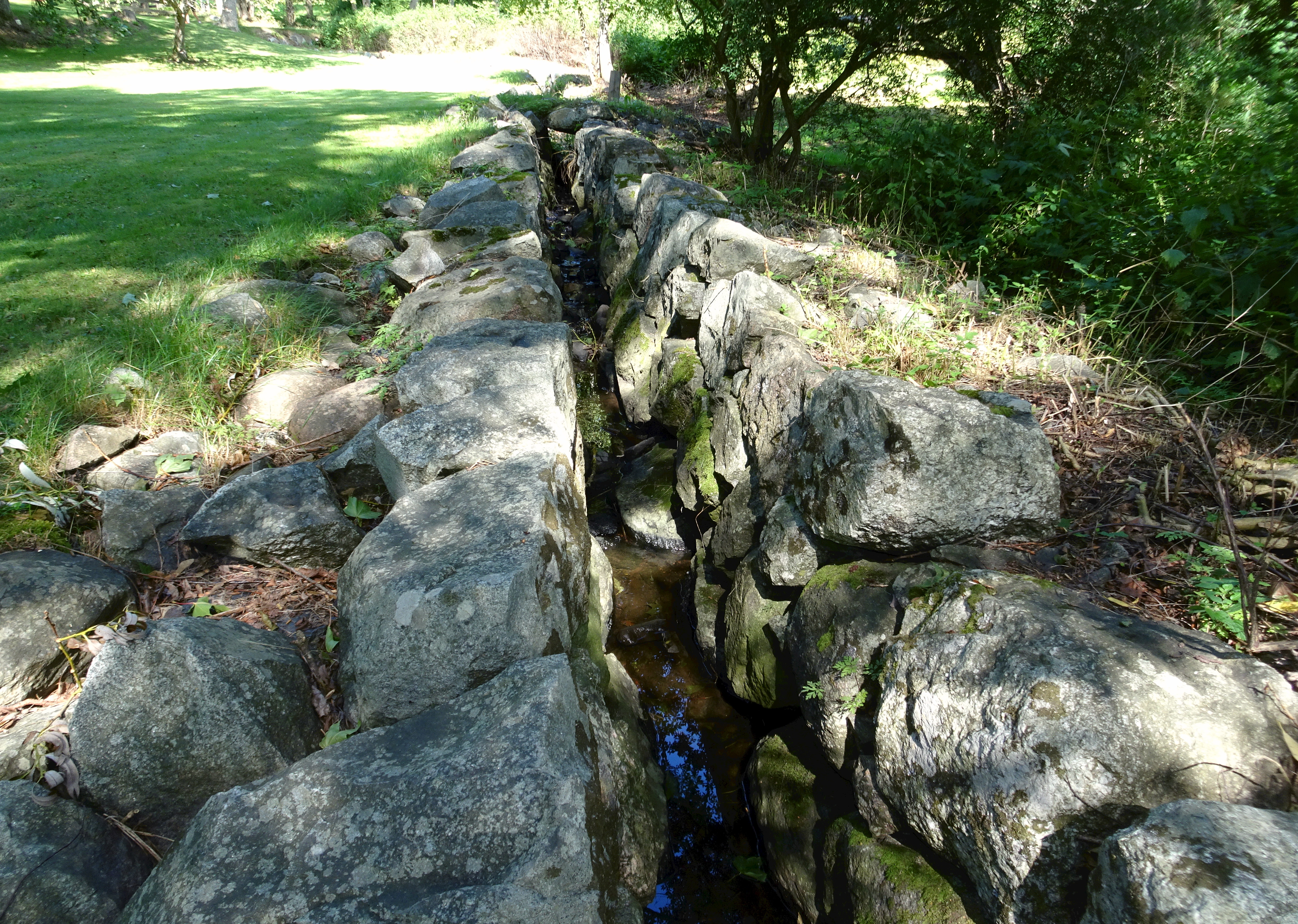
Stensatt ränna vid Lilla Värtan.